# Hemitaeniochromis
Hemitaeniochromis is een monotypisch geslacht van straalvinnige vissen uit de familie van de cichliden (Cichlidae).

## Soort
- Hemitaeniochromis urotaenia (Regan, 1922)